# Otariidae
Họ Otariidae hay họ Hải cẩu có tai là một họ động vật có vú thủy sinh thuộc nhánh Chân màng, Phân bộ Dạng chó, Bộ Ăn thịt. Họ này bao gồm 15 loài còn sinh tồn trong 7 chi, và thường được gọi là sư tử biển hoặc hải cẩu lông mao, khác với hải cẩu thật sự (Phocidae) và moóc (Odobenidae). Chúng thích nghi với lối sống nửa nước nửa cạn, kiếm ăn và di cư trong nước, nhưng sinh sản và nghỉ ngơi trên đất liền hoặc các thảm băng. Chúng cư trú ở các vùng nước cận cực, ôn đới và xích đạo trên khắp Thái Bình Dương và Nam Đại Dương và phía nam Ấn Độ Dương và Đại Tây Dương. Chúng dễ thấy vắng mặt ở phía bắc Đại Tây Dương.
Từ 'otariid' xuất phát từ tiếng Hy Lạp otarion có nghĩa là "tai nhỏ", đề cập đến các nắp tai nhỏ nhưng có thể được nhìn thấy của chúng, để phân biệt chúng với các loài hải cẩu thật sự.

## Các loài
Họ Otariidae
- Phân họ Arctocephalinae (hải cẩu lông mao)
  - Chi Arctocephalus
    - Hải cẩu lông mao Nam Cực, A. gazella
    - Hải cẩu lông mao Guadalupe, A. townsendi
    - Hải cẩu lông mao Juan Fernández, A. philippii
    - Hải cẩu lông mao Galápagos, A. galapagoensis
    - Hải cẩu lông nâu, A. pusillus
      - Hải cẩu lông mao Nam Phi, A. pusillus pusillus
      - Hải cẩu lông mao Úc, A. pusillus doriferus

    - Hải cẩu lông mao New Zealand, A. forsteri
    - Hải cẩu lông mao cận Nam Cực, A. tropicalis
    - Hải cẩu lông mao Nam Mỹ, A. australis

  - Chi Callorhinus
    - Hải cẩu lông mao bắc Thái Bình Dương, C. ursinus
- Phân họ Otariinae (sư tử biển)
  - Chi Eumetopias
    - Sư tử biển Steller, E. jubatus

  - Chi Neophoca
    - Sư tử biển Úc, N. cinerea

  - Chi Otaria
    - Sư tử biển Nam Mỹ, O. flavescens

  - Chi Phocarctos
    - Sư tử biển New Zealand, P. hookeri

  - Chi Zalophus
    - Sư tử biển California, Z. californianus
    - †Sư tử biển Nhật Bản, Z. japonicus - tuyệt chủng (1970s)[3][4]
    - Sư tử biển Galápagos, Z. wollebaeki